# Magyar Nők Demokratikus Szövetsége
Magyar Nők Demokratikus Szövetsége (MNDSZ), på engelska känd som Democratic Association of Hungarian Women, var en statlig riksorganisation för kvinnors rättigheter i Ungern, grundad 1945. 

## Historik
Det var en avdelning av kommunistpartiet, Ungerska arbetarpartiet. Dess syfte var ideologisk mobilisering av kvinnor, samt att genomföra, informera om och propagera för partiets policy om kvinnors rättigheter. Samtliga kvinnoorganisationer i Ungern inkorporerades 1948.
Partiets policy var officiellt radikal, och raderade initialt all återstående laglig diskriminering mellan könen och gjorde dem totalt jämlika enligt formell lag. MNDSZ:s huvuduppgift var att frigöra kvinnor genom att uppmuntra dem att söka arbete utanför sitt hem. MNDSZ tillhandahöll sedan daghem och barnomsorg för den arbetande kvinnans barn. 
I praktiken kom MNDSZ, att genomföra politik som var både till fördel och nackdel för kvinnor, eftersom det enbart var ett talorgan för partiets kvinnopolicy, och inte var talorgan för kvinnors intressen eller hade någon självständig makt. 
Mellan 1956 och 1973 genomförde kommunistpartiet till exempel straffskatt på barnlöshet för att öka befolkningsantalet, och det blev då MNDSZ:s uppgift att förespråka även detta. MNDSZ har beskrivits som i praktiken maktlöst, och ett organ att placera kvinnliga politiker i då partiet inte ville ge dem verkliga maktpositioner. 
Rajk Lászlóné var ordförande 1945-1949, Vass Jóború Magda 1949-1952 och sedan Erzsébet Metzker.